# خس‌نشین تاسمانی
خس‌نشین تاسمانی (نام علمی: Sericornis humilis) نام یک گونه از سرده خس‌نشین‌ها است.